# 河田賢治
河田 賢治（かわだ けんじ、1900年1月1日 - 1995年12月17日）は日本の労働運動家、政治家。元衆議院議員（日本共産党公認、1期）、元参議院議員（同、通算2期）。日本共産党名誉幹部会委員。日本共産党設立時のメンバーでもある。「河賢」の愛称で親しまれた。

## 来歴

### 戦前
京都府与謝郡岩滝村（岩滝町を経て現在は与謝野町）出身。小学校卒業後の1912年には舞鶴海軍工廠に勤務、1917年には上京して富士電機や日本鉄工で働きながら、東京工科学校（現・日本工業大学）に通学。日本鉄工時代は友愛会東京鉄工組合支部に入り、労働運動に取り組むが、1921年に解雇される。
1922年からは日本労働総同盟（総同盟）関東同盟主事に就き、総同盟内の左派を纏め上げる存在となる。同年、日本共産党設立と同時に22歳で入党する。1925年には日本労働組合評議会（評議会）中央委員に就任。
1927年には著作『大衆闘争と工場班』が発売禁止処分を受ける。
1928年の三・一五事件にて検挙・投獄され、当初の懲役10年を超えて予防拘禁が長引いた末、1943年に出所。

### 戦後
郷里の京都で共産党の再建に尽力。共産党京都府委員長、党中央委員を務め1949年の衆院選で京都2区から立候補し初当選、京都1区の谷口善太郎と共に、府初の共産党国会議員が誕生する。しかし、1951年に占領政策に反したとして逮捕状が出された。逮捕はされなかったが、公職追放（レッドパージ）となった。
その後、地下活動（いわゆる北京機関に所属していた時期もあった）を経て1957年公然活動に復帰し、翌年の第7回党大会後に開かれた京都府党会議にて府委員長に選出。また、同年中央委員、1964年には日本共産党中央委員会幹部会員に就任する。この間、蜷川虎三の対抗馬として京都府知事選挙に出たこともある（共産党公認、落選）。
1968年の参院選に京都府選挙区から出馬し初当選、京都地方区では初の共産党議員が生まれた。また、1974年の参院選でも勝利し、2期12年参議院議員を務めた。
1977年には参議院懲罰常任委員長に就任。その後、1980年に引退を表明する。
1995年12月17日、老衰のため京都府京都市の病院にて死去。95歳。